# Artigasus
Artigasus is een vliegengeslacht uit de familie van de roofvliegen (Asilidae).

## Soorten
- A. concepcionensis (Bromley, 1932)
- A. schlingeri (Artigas, 1982)
- A. veredus (Artigas, 1970)